# Stortjickuträsket
Stortjickuträsket är en sjö i Storumans kommun i Lappland och ingår i Umeälvens huvudavrinningsområde. Sjön har en area på 1,32 kvadratkilometer och ligger 265 meter över havet. Sjön avvattnas av vattendraget Tjickuträskbäcken.

## Delavrinningsområde
Stortjickuträsket ingår i det delavrinningsområde (721161-158949) som SMHI kallar för Utloppet av Stortjickuträsket. Medelhöjden är 271 meter över havet och ytan är 4,01 kvadratkilometer. Räknas de 5 avrinningsområdena uppströms in blir den ackumulerade arean 26,74 kvadratkilometer. Tjickuträskbäcken som avvattnar avrinningsområdet har biflödesordning 3, vilket innebär att vattnet flödar genom totalt 3 vattendrag innan det når havet efter 217 kilometer. Avrinningsområdet består mestadels av skog (49 procent) och jordbruk (12 procent). Avrinningsområdet har 1,32 kvadratkilometer vattenytor vilket ger det en sjöprocent på 32,9 procent. Bebyggelsen i området täcker en yta av 0,07 kvadratkilometer eller 2 procent av avrinningsområdet.